# Sint-Nicolaaskerk (Schwerin)
De Schelfkerk Sint-Nicolaas (Duits: Schelfkirche St. Nikolai) is een barokke kerk in Schwerin (Mecklenburg-Voorpommeren). Het gebouw  werd in 1708-1712 van baksteen gebouwd en op 24 september 1713 ingewijd.
Tegenwoordig is het de parochiekerk van de Evangelisch-Lutherse Kerk van Schelfstadt, een deelgemeente van Schwerin.

## Beschrijving
Op 15 mei 1708 werd voor de kerk de eerste steen gelegd. Architect en bouwleider was Jacob Reutz. Wegens diens overlijden in 1710 nam Leonhard Christoph Sturm de bouwleiding over. Het gebouw werd gefinancierd door collectes uit Hamburg en Lübeck en boetes op achterstanden in  belastingbetalingen. De Schelfkerk werd op 24 september 1713 ingewijd en heeft de vorm van een grieks kruis.
Sturm vond de keuze van Reutz voor een grieks kruis ongeschikt en week bij de afbouw van het interieur enigszins af van het oorspronkelijke ontwerp. Hij liet één arm van het kruis door een soort doksaal afscheiden, waardoor er een kerkruimte van een T-vorm ontstond.

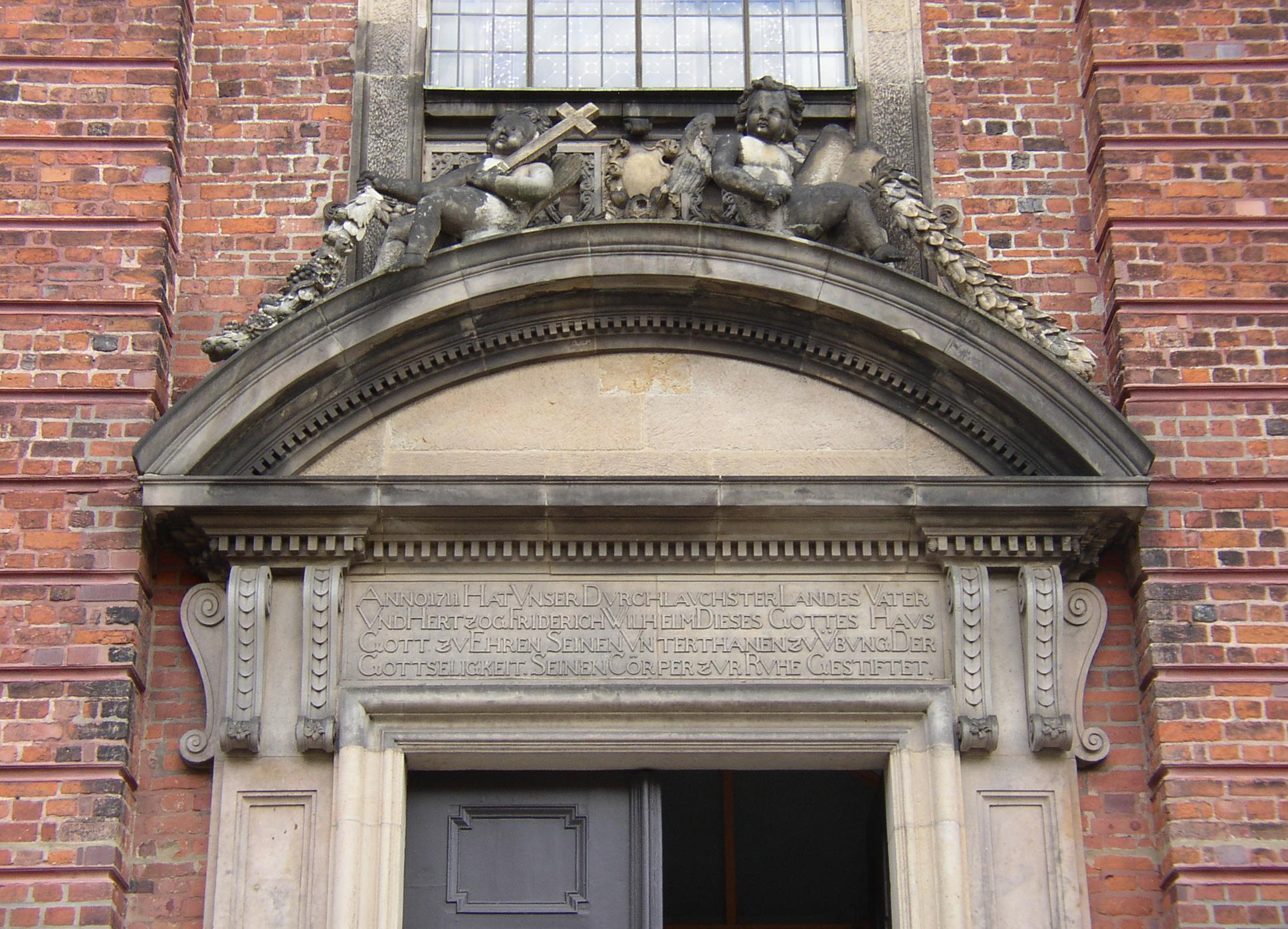
Inscriptie

De bouw is een schoolvoorbeeld van protestantse kerkenbouw in de vroege 18e eeuw.
Het betreft de grafkerk voor leden van het huis Mecklenburg-Schwerin